# ФК Торпедо (Москва)
ФК Торпедо Москва е руски футболен клуб. Основан е през 1924 г. като отбор на автозавода АМО.

## История
Торпедо е основан през 1924 година. Шампиони на СССР 3 пъти – 1960, 1965, 1976 (есенно първенство). Носител на Купата на СССР 6 пъти – 1949, 1952, 1960, 1968, 1972, 1986. Най-големият им успех е 1/16 финал за КЕШ.
През 1993 Торпедо печели купата на Русия. През 1997 тимът е преименуван на Торпедо-Лужники, а треньор става Александър Тарханов. В отборът идват много играчи от ЦСКА Москва като Едгарас Янкаускас, Дмитрий Хохлов, Леонидас Ферейра, Евгений Бушманов и Игор Семшов. През 2000 „черно-белите“ стават трети в РФПЛ. На следващия сезон Дмитрий Вязмикин става голмайстор на първенството. В началото на 21 век отборът се намира в относителна стабилност, а в състава личат имената на Александър Панов, Игор Лебеденко, Емир Спахич, Константин Зирянов, Сергей Кормилцев. Отборът записва и няколко участия в Купата на УЕФА. През 2004 г. Торпедо е начело на първенството до 18 кръг, но накрая завършва на пета позиция, губейки право на участие в евротурнирите.
През сезон 2006 Торпедо изпада от Премиер-Лигата и голяма част от звездите напускат. Треньорът Александър Гостенин е изгонен и тимът е поет от Георгий Ярцев. Автозаводците разчитат повече на опитни футболисти като Олег Корнаухов, Едуард Мор, Андрей Соломатин, Вадим Евсеев и завърналият се от Зенит голмайстор Александър Панов. Въпреки това, Торпедо не успява са се завърне в елита. Сезон 2008 е още по-неуспешен, Торпедо изпада от втория ешелон на Руския футбол, а треньор по това време е Вячеслав Даев.
На 19 март 2009 г. Торпедо не получава професионален лиценз за сезона и изхвърлен от шампионата. Състезава се в ЛФЛ. Част от Торпедо отиват в Торпедо-ЗИЛ. Торпедо завършва на първо място в ЛФЛ и от 2010 играе във втора дивизия. Най-известното име в настоящия състав на Торпедо е ветеранът Александър Панов, който се завърна във футбола след 3-годишно прекъсване. През сезон 2010 Торпедо печели втора дивизия и се завръща в първа, след като на 30 октомври побеждава ФК Губкин.
Торпедо прави сравнително силен сезон в 1 дивизия и се класира на 6 място след края на редовния сезон, а след плейофите остава 8-и. От 2012/13 Торпедо ще играе мачовете си на стадион Сатурн в Раменское. През сезон 2013/14 „черно-белите“ завършват на трета позиция във ФНЛ и се класират за плейофната фаза. Там те отстраняват Криля Советов (Самара) и се завръщат в Премиер-лигата след 8-годишно прекъсване.

## Известни футболисти
- Едуард Стрелцов
- Игор Семшов
- Виктор Шустников
- Константин Зирянов
- Валентин Иванов
- Генадий Гришин
- Денис Попов
- Евгений Луценко
- Александър Панов
- Валерий Саричев
- Юрий Савичев
- Николай Савичев